# Чумойтло (селище)
Чумо́йтло (рос. Чумойтло) — пристанційне селище в Можгинському районі Удмуртії, Росія.
В селищі знаходиться залізнична платформа Чумойтло на залізниці Казань-Агриз.

## Населення
Населення — 31 особа (2010; 27 в 2002).
Національний склад станом на 2002 рік:
- удмурти — 48 %
- татари — 41 %